# Putana (giganta)

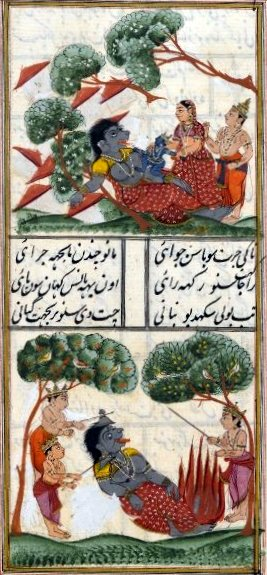
En un manuscrito indio (hacia 1890), los padres de Krisná recuperan a su bebé del pecho de la giganta Putaná. En la figura inferior se ve el proceso de cremación de Putaná.

Según la mitología hinduista, Pūtanā era una demonia gigante que trató de matar al dios bebé Krisná.

## Nombre
- pūtanā, en el sistema AITS (alfabeto internacional para la transliteración del sánscrito).[1]
- पूतना, en escritura devanagari del sánscrito.[1]
- Pronunciación: /putaná/.[1]
- Etimología: no se conoce.[1]
  - Existe una etimología popular, no necesariamente cierta: pūta: ‘puro’, y na: ‘no’. Sin embargo no explica que Pūtanā lleve acento en nā, ni el hecho de que en sánscrito la partícula negativa na se usa siempre como prefijo: naga (‘que no se mueve’, una montaña; no confundir con las serpientes nagá), náchira (‘no mucho tiempo’), nádūṣita (‘no sucio’, limpio), nádṛśya (‘invisible’).

## Leyenda
Putaná fue contratada por el malvado rey Kamsa para matar al sobrino de este, Krisná, que era un bebé de pocos meses. La gigantesca demonia adoptó la forma humana para hacerse pasar por una nodriza y envenenar al bebé dios.
Para ello untó veneno en sus pechos. Pero cuando Krisná succionó de su teta, no solo tomó la leche materna y el veneno, sino también el alma de la demonia. Ella retomó su forma original gigantesca y cayó al suelo pataleando y gritando. Su cuerpo era tan grande que aplastó uno de los bosques de Vrindavan (el pastoril pueblo de Krisná) y cremarlo llevó varios días.
Según Rupá Gosuami (uno de los Seis Gosuamis de Vrindavan, del siglo XVI), debido a que Krisná aceptó la leche de su pecho, Putaná ―que debería haber reencarnado en algún infierno para expiar sus pecados― no solo no reencarnó más (y alcanzó moksa, la liberación del ciclo del samsara) sino que alcanzó el mundo espiritual, en el planeta más íntimo de Dios: Goloka Vrindavan, con el estatus de nodriza eterna de Krisná, a quien ella experimenta exclusivamente como un bebé.

## Otras Putanás
Según la literatura kaviá, Putaná es una de las matrís (madres) que crio al dios Skanda, el hijo del dios Shivá.
En otras escrituras se nombra a una ioguini llamada Putaná.

## Historia de la leyenda

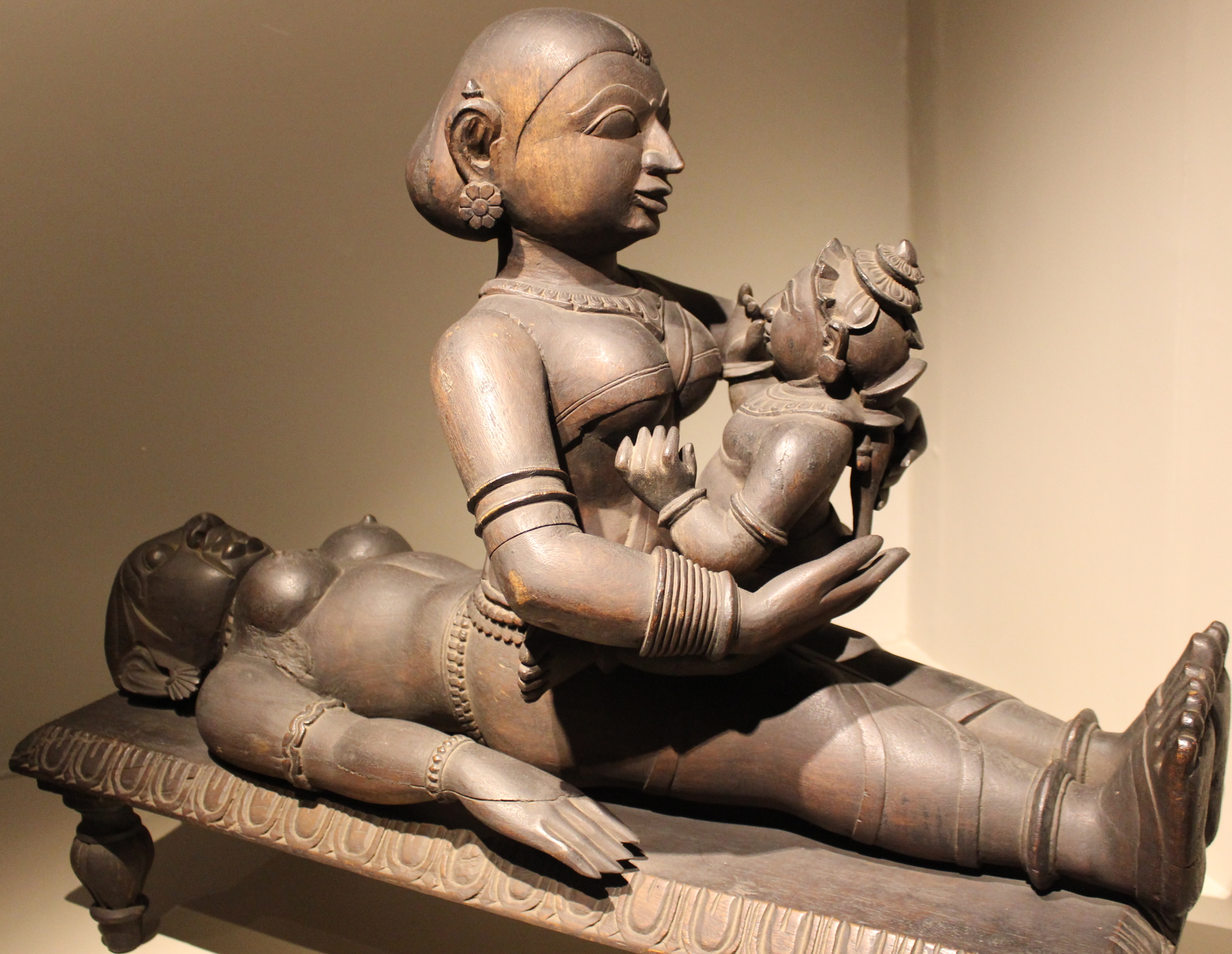
Putana amamantando a Krishna.

En el Rig-veda (el texto más antiguo de la India, de mediados del II milenio a. C.) no aparece esta leyenda ni el nombre de esta demonia.
La primera mención aparece en el Majábharata (texto épico-religioso del siglo III a. C. aproximadamente).
La segunda mención se encuentra en el Jari-vamsa (escrito pocos siglos después).
En los primeros siglos d. C. esta historia apareció en varios Puranas. En el Visnú-purana (siglo III d. C.) y en el Bhagavata-purana (siglo XI) se cuenta la fábula con más detalles.